# الرجل الطائر (فلم)
الرجل الطائر أو (الفضيلة غير المتوقعة للجهل) (بالإنجليزية: (Birdman or (The Unexpected Virtue of Ignorance) هو فيلم كوميديا سوداء أمريكي 2014 من إخراج أليخاندرو غونزاليز إيناريتو الذي قام بالمشاركة في كتابته وإنتاجه. الفيلم من بطولة مايكل كيتون وإيما ستون وإدوارد نورتون وأندريا ريسبوروج وأيمي رايان وزاك غاليفياناكيس ونعومي واتس. يجسد مايكل كيتون دور نجم هوليوودي كان مشهورًا منذ عقود بتجسيده شخصية رجل خارق، ويحاول الآن استعادة مجده من خلال مسرحية هو بطلها.
تلقى الرجل الطائر إشادة هائلة من النقاد، وقد اُعتبر أحد أفضل أفلام 2014 من قبل عدة منظمات مثل معهد الفيلم الأمريكي والمجلس الوطني للمراجعة. ترشح لسبعة جوائز غولدن غلوب في الحفل الثاني والسبعون، من ضمنها أفضل فيلم - موسيقي أو كوميدي وأفضل مخرج، وربح أفضل سيناريو. كيتون ربح جائزة أفضل ممثل، بينما نورتن وإيما ترشحا لأفضل ممثل مساعد وأفضل ممثلة مساعدة على التوالي. في حفل توزيع جوائز الأوسكار السابع والثمانون، ربح الفيلم جائزة أفضل فيلم وأفضل مخرج لغونزاليز إيناريتو وأفضل سيناريو أصلي وأفضل تصوير سينمائي من أصل تسع ترشيحات.

## القصة
تدور قصة الفيلم حول ريغان طومسون (مايكل كيتون)، وهو ممثل مَنسي اشتهر بلعبه لدور البطل الخارق «الرجل الطائر» في سلسلة أفلام شهيرة منذ عدة عقود. يَسمع ريغان صوت الرجل الطائر الذي دائما ما يقوم بانتقاده مهما فَعل، وغالبا ما يرى نفسه يقوم بالتحليق في الهواء وتحريك الأشياء بعقله. يأمل طومسون استعادة أيام مجده عندما يبدأ بكتابة وإخراج وأداء دور البطولة في تكييف مسرحي في برودواي، لرواية قصيرة للكاتب رايموند كارفر بعنوان «عم نتحدث حين نتحدث عن الحُب». صديق ريغان جيك (زاك غاليفياناكيس) هو منتج المسرحية، وصديقة ريغان لورا (أندريا ريسبوروج) أيضا تشارك في بطولة المسرحية، بالإضافة إلى الوافدة الجديدة لمسرح برودواي ليزلي (نعومي واتس). ابنة ريغان سام (إيما ستون)، المُتعافية حديثا من إدمانها تعمل كمساعدة لريغان.
خلال التمرينات، يَقع مصباح إضاءة على رأس رالف، وهو ممثل سيئ حسب اعتقاد ريغان وجيك. يُخبر ريغان جيك لاحقا بأنه هو من خطط لسقوط المصباح لكي يستطيع استبدال رالف. يتمكن ريغان من توفير بديل لرالف ألا وهو مايك، مُمثل منهجي موهوب لكنه صعب المراس، فيقوم ريغان برهن منزله من أجل توفير شروط عقد مايك. تَسير العروض المسرحية الأولى بشكل كارثي، عندما يقوم مايك بالخروج من دوره بسبب استبدال نبيذ الجِن بالماء، ومحاولته اغتصاب ليزلي خلال مشهد جنسي أمام جمهور العرض التجريبي. يقرأ ريغان المراجعات المبكرة للمسرحية ويشعر بغضبٍ شديد بسبب حصول مايك على مركز الاهتمام، لكن جيك يُقنعه بالاستمرار. عندما يُمسك ريغان ابنته تدخن الماريغوانا، تُخبره بأنه لم يعد له أية أهمية وبأن مسرحيته ليست أكثر من مجرد عَرض لإشباع غروره.
خلف الكواليس خلال العرض التجريبي الأخير، يرى ريغان ابنته ومايك يتغازلان. فيخرج إلى الخارج قليلا لكنه يحجز نفسه عن طريق الخطأ خارج المبنى فيضطر للمشي في ميدان التايمز بملابسه الداخلية من أجل العودة للداخل؛ فتتفجر شعبيته على مواقع التواصل الاجتماعي. لاحقا، يُقابل بالصدفة الناقدة المشهورة تابيثا ديكينسون، التي تُخبره بأنها تكره مشاهير هوليوود الذي «يتظاهرون» بأنهم ممثلين وبأنها «ستقتل» مسرحيته عبر مراجعة نقدية سيئة جدا. يَثمل ريغان ويغمى عليه في الشارع. في اليوم التالي، يُهلوس ريغان بمحادثة مع الرجل الطائر، الذي يحاول إقناعه بتمثيل فيلم رجل طائر آخر، فيرى نفسه يُحلق في سماء مدينة نيويورك عائدا إلى المسرح.
في الليلة الافتتاحية، يَستخدم ريغان مسدساً حقيقياً في المشهد الأخير، والذي تقوم فيه شخصيته بالانتحار، ويُطلق النار على أنفه أمام الجمهور. يُصفق الجمهور بحفاوة بالغة ما عدا تابيثا التي تُغادر. في المستشفى، يُخبر جيك ريغان بأن تابيثا أعطت المسرحية مراجعة نقدية ممتازة. بعد زيارة سام له، يَطرد ريغان الرجل الطائر من ذهنه ويَتسلق نافذة الغرفة، عندما تَعود سام، لا تجد ريغان. تنظر سام إلى الشارع ومن ثم إلى الأعلى وتبتسم.

## طاقم التمثيل
- مايكل كيتون بدور ريغان طومسون / الرجل الطائر
- إدوارد نورتون بدور مايك شاينر، ممثل مسرحي مشهور
- إيما ستون بدور سام طومسون، ابنة ريغان ومساعدته
- نعومي واتس بدور ليزلي، حبيبة مايك
- زاك غاليفياناكيس بدور جاك، محامي ريغان وصديقه
- أندريا ريسبوروج بدور لورا، ممثلة وحبيبة ريغان
- أيمي رايان بدور سيلفيا طومسون، زوجة ريغان السابقة ووالدة سام.

## الإصدار
في 10 يوليو، 2014 تم الإعلان بأن الرجل الطائر سوف يكون الفيلم الافتتاحي لمهرجان البندقية السينمائي الواحد والسبعون، إلى جانب فيلم محسن مخملباف الجديد. في 17 أكتوبر، 2014 تم إصدار الفيلم بشكل محدود في أمريكا الشمالية حيث تم عرضه في 4 صالات فقط. في 14 نوفمبر، 2014 صَدر في جميع أنحاء البلاد في 857 صالة عرض.

### رأي النقاد
تلقى الفيلم مراجعات إيجابية جداً من قبل النقاد. حصل الفيلم على تقييم 92% على موقع الطماطم الفاسدة مع متوسط تقييم 8.4/10، بناءً على 252 مراجعة، حيث كان الإجماع النقدي للموقع: «قفزة مثيرة للأمام للمخرج أليخاندرو غونزالس إناريتو، الرجل الطائر هو عرض فني طَموح مدعوم بقصة غنية وأداء متميز من مايكل كيتون وإدوارد نورتون». أعطى ميتاكريتيك الفيلم 88 من 100 بناءً على 48 مراجعة نقدية.
تلقت طريقة التصوير، التي أظهرت الفيلم بأكمله يبدو كلقطة طويلة واحدة، إشادة نقدية ضخمة بسبب التنفيذ الموفق في إظهارها. وتلقى الأداء إشادة كبيرة أيضا وبالأخص أداء كيتون، بيتر ديبروج من مجلة Variety وصف أداء كيتون بـ «عودة هذا القرن». روبي كولن من صحيفة The Daily Telegraph أعطت الفيلم 5/5، مع ثناءٍ خاص باللقطات الطويلة لايمانويل لوبزكي، مصور الفيلم.

### الجوائز والترشيحات
| جائزة                               | موعد الحفل      | فئة                               | المستلم (ين) والمرشح (ين)                                                                        | النتيجة |
| ----------------------------------- | --------------- | --------------------------------- | ------------------------------------------------------------------------------------------------ | ------- |
| جوائز الأوسكار                      | 22 فبراير، 2015 | أفضل فيلم                         | أليخاندرو غونزاليز إيناريتو وجون ليشر وجيمس سكوتشدابل                                            | فوز     |
| جوائز الأوسكار                      | 22 فبراير، 2015 | أفضل مخرج                         | أليخاندرو غونزاليز إيناريتو                                                                      | فوز     |
| جوائز الأوسكار                      | 22 فبراير، 2015 | أفضل نص أصلي                      | أليخاندرو غونزاليز إيناريتو ونيكولاس ياكوبوني والكسندر ديناليرس الابن وارماندو بو                | فوز     |
| جوائز الأوسكار                      | 22 فبراير، 2015 | أفضل ممثل                         | مايكل كيتون                                                                                      | رُشِّح     |
| جوائز الأوسكار                      | 22 فبراير، 2015 | أفضل ممثل مساعد                   | إدوارد نورتون                                                                                    | رُشِّح     |
| جوائز الأوسكار                      | 22 فبراير، 2015 | أفضل ممثلة مساعدة                 | إيما ستون                                                                                        | رُشِّح     |
| جوائز الأوسكار                      | 22 فبراير، 2015 | أفضل تصوير سينمائي                | ايمانويل لوبزكي                                                                                  | فوز     |
| جوائز الأوسكار                      | 22 فبراير، 2015 | أفضل مونتاج صوتي                  | مارتن هيرنانديز وآرون غلاسكوك                                                                    | رُشِّح     |
| جوائز الأوسكار                      | 22 فبراير، 2015 | أفضل خلط أصوات                    | جون تايلر وفرانك مونتانيو وتوماس فارغا                                                           | رُشِّح     |
| جوائز معهد الفيلم الأمريكي          | 9 ديسمبر، 2014  | ضمن أفضل 10 أفلام في 2014         | الرجل الطائر                                                                                     | فوز     |
| جوائز نقابة المنتجين الأمريكية      | 24 يناير، 2015  | أفضل فيلم سينمائي                 | أليخاندرو غونزاليز إيناريتو، جون ليشر وجيمس سكوتشدابل                                            | فوز     |
| جوائز نقابة المخرجين الأمريكيين     | 7 فبراير، 2015  | أفضل إخراج - فيلم سينمائي         | أليخاندرو غونزاليز إيناريتو                                                                      | فوز     |
| جوائز الأكاديمية البريطانية للأفلام | 8 فبراير، 2015  | أفضل فيلم                         | الرجل الطائر                                                                                     | رُشِّح     |
| جوائز الأكاديمية البريطانية للأفلام | 8 فبراير، 2015  | أفضل إخراج                        | أليخاندرو غونزاليز إيناريتو                                                                      | رُشِّح     |
| جوائز الأكاديمية البريطانية للأفلام | 8 فبراير، 2015  | أفضل نص أصلي                      | أليخاندرو غونزاليز إيناريتو ونيكولاس ياكوبوني والكسندر ديناليرس الابن وارماندو بو                | رُشِّح     |
| جوائز الأكاديمية البريطانية للأفلام | 8 فبراير، 2015  | أفضل ممثل في دور رئيسي            | مايكل كيتون                                                                                      | رُشِّح     |
| جوائز الأكاديمية البريطانية للأفلام | 8 فبراير، 2015  | أفضل ممثل في دور مساعد            | إدوارد نورتون                                                                                    | رُشِّح     |
| جوائز الأكاديمية البريطانية للأفلام | 8 فبراير، 2015  | أفضل ممثلة في دور مساعد           | إيما ستون                                                                                        | رُشِّح     |
| جوائز الأكاديمية البريطانية للأفلام | 8 فبراير، 2015  | أفضل موسيقى تصويرية               | أنتونيو سانشيز                                                                                   | رُشِّح     |
| جوائز الأكاديمية البريطانية للأفلام | 8 فبراير، 2015  | أفضل تصوير سينمائي                | ايمانويل لوبزكي                                                                                  | فوز     |
| جوائز الأكاديمية البريطانية للأفلام | 8 فبراير، 2015  | أفضل مونتاج                       | دوغلاس كرايز، ستيفن ميريون                                                                       | رُشِّح     |
| جوائز الأكاديمية البريطانية للأفلام | 8 فبراير، 2015  | أفضل اصوات                        | توماس فارغا ومارتن هيرنانديز وآرون غلاسكوك وجون تايلر وفرانك مونتانيو                            | رُشِّح     |
| جوائز نقابة ممثلي الشاشة            | 25 يناير، 2015  | أفضل أداء لطاقم تمثيل             | الرجل الطائر                                                                                     | فوز     |
| جوائز نقابة ممثلي الشاشة            | 25 يناير، 2015  | أفضل أداء لممثل في فيلم           | مايكل كيتون                                                                                      | رُشِّح     |
| جوائز نقابة ممثلي الشاشة            | 25 يناير، 2015  | أفضل أداء لممثل مساعد في فيلم     | إدوارد نورتون                                                                                    | رُشِّح     |
| جوائز نقابة ممثلي الشاشة            | 25 يناير، 2015  | أفضل أداء لممثلة مساعدة في فيلم   | إيما ستون                                                                                        | رُشِّح     |
| جوائز الغولدن غلوب                  | 11 يناير، 2015  | أفضل فيلم - موسيقي أو كوميدي      | أليخاندرو غونزاليز إيناريتو وجون ليشر وأرنون ميلكان وجيمس سكوتشدابل                              | رُشِّح     |
| جوائز الغولدن غلوب                  | 11 يناير، 2015  | أفضل مخرج                         | أليخاندرو غونزاليز إيناريتو                                                                      | رُشِّح     |
| جوائز الغولدن غلوب                  | 11 يناير، 2015  | أفضل ممثل - فيلم موسيقي أو كوميدي | مايكل كيتون                                                                                      | فوز     |
| جوائز الغولدن غلوب                  | 11 يناير، 2015  | أفضل ممثل مساعد                   | إدوارد نورتون                                                                                    | رُشِّح     |
| جوائز الغولدن غلوب                  | 11 يناير، 2015  | أفضل ممثلة مساعدة                 | إيما ستون                                                                                        | رُشِّح     |
| جوائز الغولدن غلوب                  | 11 يناير، 2015  | أفضل سيناريو                      | أليخاندرو غونزاليز إيناريتو ونيكولاس ياكوبوني والكسندر ديناليرس الابن وارماندو بو                | فوز     |
| جوائز الغولدن غلوب                  | 11 يناير، 2015  | أفضل موسيقى تصويرية               | أنتونيو سانشيز                                                                                   | رُشِّح     |
| المجلس الوطني للمراجعة              | 2 ديسمبر، 2014  | ضمن أفضل 10 أفلام                 | الرجل الطائر                                                                                     | فوز     |
| المجلس الوطني للمراجعة              | 2 ديسمبر، 2014  | أفضل ممثل                         | مايكل كيتون                                                                                      | فوز     |
| المجلس الوطني للمراجعة              | 2 ديسمبر، 2014  | أفضل ممثل مساعد                   | إدوارد نورتون                                                                                    | فوز     |
| جوائز الروح المستقلة                | 21 فبراير، 2015 | أفضل فيلم                         | الرجل الطائر                                                                                     | فوز     |
| جوائز الروح المستقلة                | 21 فبراير، 2015 | أفضل مخرج                         | أليخاندرو غونزاليز إيناريتو                                                                      | رُشِّح     |
| جوائز الروح المستقلة                | 21 فبراير، 2015 | أفضل ممثل                         | مايكل كيتون                                                                                      | فوز     |
| جوائز الروح المستقلة                | 21 فبراير، 2015 | أفضل ممثل مساعد                   | إدوارد نورتون                                                                                    | رُشِّح     |
| جوائز الروح المستقلة                | 21 فبراير، 2015 | أفضل ممثلة مساعدة                 | إيما ستون                                                                                        | رُشِّح     |
| جوائز الروح المستقلة                | 21 فبراير، 2015 | أفضل تصوير سينمائي                | ايمانويل لوبزكي                                                                                  | فوز     |
| جوائز ستالايت                       | 15 فبراير، 2015 | أفضل فيلم                         | الرجل الطائر                                                                                     | فوز     |
| جوائز ستالايت                       | 15 فبراير، 2015 | أفضل مخرج                         | أليخاندرو غونزاليز إيناريتو                                                                      | رُشِّح     |
| جوائز ستالايت                       | 15 فبراير، 2015 | أفضل ممثل                         | مايكل كيتون                                                                                      | فوز     |
| جوائز ستالايت                       | 15 فبراير، 2015 | أفضل ممثل مساعد                   | إدوارد نورتون                                                                                    | رُشِّح     |
| جوائز ستالايت                       | 15 فبراير، 2015 | أفضل ممثلة مساعدة                 | إيما ستون                                                                                        | رُشِّح     |
| جوائز ستالايت                       | 15 فبراير، 2015 | أفضل إخراج فني وتصميم إنتاج       | جورج ديتيتا الابن وكيفن تومبسون وستيفن كارتر                                                     | رُشِّح     |
| جوائز ستالايت                       | 15 فبراير، 2015 | أفضل تصوير سينمائي                | ايمانويل لوبزكي                                                                                  | رُشِّح     |
| جوائز ستالايت                       | 15 فبراير، 2015 | أفضل مونتاج                       | دوغلاس كرايز وستيفن ميريون                                                                       | رُشِّح     |
| جوائز ستالايت                       | 15 فبراير، 2015 | أفضل موسيقى أصلية                 | أنتونيو سانشيز                                                                                   | فوز     |
| جوائز ستالايت                       | 15 فبراير، 2015 | أفضل نص أصلي                      | أليخاندرو غونزاليز إيناريتو ونيكولاس ياكوبوني والكسندر ديناليرس الابن وارماندو بو                | رُشِّح     |
| جوائز اختيار النقاد للأفلام         | 15 يناير، 2015  | أفضل فيلم                         | الرجل الطائر                                                                                     | رُشِّح     |
| جوائز اختيار النقاد للأفلام         | 15 يناير، 2015  | أفضل مخرج                         | أليخاندرو غونزاليز إيناريتو                                                                      | رُشِّح     |
| جوائز اختيار النقاد للأفلام         | 15 يناير، 2015  | أفضل ممثل                         | مايكل كيتون                                                                                      | فوز     |
| جوائز اختيار النقاد للأفلام         | 15 يناير، 2015  | أفضل ممثل مساعد                   | إدوارد نورتون                                                                                    | رُشِّح     |
| جوائز اختيار النقاد للأفلام         | 15 يناير، 2015  | أفضل ممثلة مساعدة                 | إيما ستون                                                                                        | رُشِّح     |
| جوائز اختيار النقاد للأفلام         | 15 يناير، 2015  | أفضل طاقم تمثيل                   | زاك غاليفياناكيس ومايكل كيتون وإدوارد نورتون وأندريا ريسبوروج وأيمي رايان وإيما ستون ونعومي واتس | فوز     |
| جوائز اختيار النقاد للأفلام         | 15 يناير، 2015  | أفضل نص أصلي                      | أليخاندرو غونزاليز إيناريتو ونيكولاس ياكوبوني والكسندر ديناليرس الابن وارماندو بو                | فوز     |
| جوائز اختيار النقاد للأفلام         | 15 يناير، 2015  | أفضل تصوير سينمائي                | ايمانويل لوبزكي                                                                                  | فوز     |
| جوائز اختيار النقاد للأفلام         | 15 يناير، 2015  | أفضل إخراج فني                    | كيفن تومبسون وجورج ديتيتا الابن.                                                                 | رُشِّح     |
| جوائز اختيار النقاد للأفلام         | 15 يناير، 2015  | أفضل مونتاج                       | دوغلاس كرايز وستيفن ميريون                                                                       | فوز     |
| جوائز اختيار النقاد للأفلام         | 15 يناير، 2015  | أفضل فيلم كوميدي                  | الرجل الطائر                                                                                     | رُشِّح     |
| جوائز اختيار النقاد للأفلام         | 15 يناير، 2015  | أفضل ممثل في فيلم كوميدي          | مايكل كيتون                                                                                      | فوز     |

## وصلات خارجية
- الموقع الرسمي
- مقالات تستعمل روابط فنية بلا صلة مع ويكي بيانات